# タンザニアの港湾
タンザニアの港湾（タンザニアのこうわん、英語: Ports and harbours in Tanzania）は、タンザニアにおける港湾について記す。

## 一覧
- ダルエスサラーム港（英語版）（ダルエスサラーム）
- タンガ港（英語版）（タンガ）
- ムトワラ港（英語版）（ムトワラ）
- ザンジバル港（ザンジバルシティ）
- ムコアニ港（ムコアニ）
- ブコバ港（ブコバ） - ヴィクトリア湖
- ムワンザ港（ムワンザ） - ヴィクトリア湖
- キゴマ港（キゴマ） - タンガニーカ湖
- バガモヨ港（英語版）（バガモヨ）
- キルワ・キヴィンジェ港（キルワ・キヴィンジェ）
- キルワ・マソコ港（キルワ・マソコ）
- リンディ港（リンディ）
- パンガニ港（パンガニ（英語版））